# Venezolanische Basketballnationalmannschaft
Die venezolanische Basketballnationalmannschaft der Herren vertritt Venezuela bei Basketball-Länderspielen. Sie gehört zu den besseren Nationalmannschaften Lateinamerikas und ist ein regelmäßiger Teilnehmer an den kontinentalen Endrunden bei der Basketball-Amerikameisterschaft. 
Anfang der 1990er Jahre nahm sie auch an den globalen Endrunden Basketball-Weltmeisterschaft und den Olympischen Spielen 1992 teil, wo sie ihre jeweils besten Platzierungen erreichte inklusive einer Silbermedaille bei der Amerikameisterschaft. Erst zehn Jahre später konnte sie an diese Erfolge anknüpfen und war erneut zweimal bei Weltmeisterschafts-Endrunden vertreten. 
Nach dem Gewinn der Silbermedaille bei den Südamerikanischen Meisterschaften verpasste sie beim olympischen Qualifikationsturnier vor eigenem Publikum nur knapp die Teilnahme am Basketballwettbewerb der Olympischen Spiele 2012.

## Geschichte
Ab Mitte der 1980er Jahre drang die venezolanische Auswahl an die Spitze der südamerikanischen Auswahlmannschaften vor und gewann bei der Amerikameisterschaft 1987 ihre erste Medaille in einer kontinentalen Endrunde. Bei der folgenden WM-Endrunde 1990 auf dem südamerikanischen Kontinent in Argentinien erreichte die Mannschaft um NBA-Profi Carl Herrera, Rekordnationalspieler Victor Díaz und dem naturalisierten Sam Shepherd den elften Rang noch vor Kanada, die man auch im Jahr zuvor hinter sich gelassen hatte. 
Im Jahr danach gewann man vor eigenem Publikum zum ersten Mal die Südamerikameisterschaft, als man Brasilien sowohl in der Gruppenphase als auch im Finalspiel mit 122:121 knapp mit einem Punkt Unterschied besiegen konnte. Ein Jahr später gewann man beim olympischen Qualifikationsturnier in Portland (Oregon), das später als Amerikameisterschaft gewertet wurde, die Silbermedaille, nachdem man die zuvor unbesiegten Brasilianer im Halbfinale besiegen konnte. Im Finale traf man auf das „Dream Team“ und verlor mit 80:127. Bei den Olympischen Spielen 1992 in Barcelona reichte es dagegen nur zu zwei Siegen über China und dem elften und vorletzten Platz.
Anschließend erreichte die Mannschaft in den 1990er Jahren bei den Südamerikameisterschaften in der Regel die Medaillenplätze, aber bei den kontinentalen Titelkämpfen war man nicht im Vorderfeld platziert und verpasste so auch die Teilnahme an globalen Endrunden. Bei Amerikameisterschaften von 1999 bis 2003 erreichte man jeweils immer den fünften Platz, was zur Teilnahme an der WM-Endrunde 2002 in Indianapolis reichte. Dort reichte es jedoch nur zu einem Sieg über Algerien und dem 14. und drittletzten Platz. 
Bei der Amerikameisterschaft 2005 gelang erstmals nach über zehn Jahren wieder ein Medaillengewinn, als man im „kleinen Finale“ um die Bronzemedaille eine US-amerikanische Studentenauswahl besiegen konnte. Bei der WM-Endrunde 2006, dem letzten Turnier des altgedienten und damals 38-jährigen Víctor Díaz, reichte es nach einer Auftaktniederlage gegen Libanon nur noch zu einem Sieg über Nigeria im zweiten Spiel. Nach dem Ausscheiden nach der Vorrunde wurde man am Ende auf dem 21. Platz unter 24 teilnehmenden Mannschaften eingestuft.
Das Abschneiden bei den Amerikameisterschaften nach 2006 war eher enttäuschend. Bei der Endrunde 2009 schied man gar nach der Vorrunde aus, nachdem man trotz eines Sieges über den olympischen Medaillengewinner Argentinien gegen Panama verloren hatte. Bei der Endrunde 2011 reichte es jedoch wieder zum fünften Platz, der gleichbedeutend mit der Qualifikation für das Olympia-Qualifikationsturnier 2012 war. 
Als Ausrichter des Qualifikationsturniers in Caracas besiegte die Mannschaft um NBA-Profi Greivis Vásquez zum Auftakt Nigeria knapp und verlor dann jedoch gegen Litauen mit zweistelliger Differenz. Die Litauer schonten sich vergleichsweise im abschließenden Gruppenspiel gegen Nigeria und verloren nur mit einstelliger Differenz, so dass Venezuela wegen des schlechteren direkten Vergleichs ausgeschieden war, während neben Litauen sich auch Nigeria in den anschließenden K.-o.-Spielen einen der ausgespielten drei Teilnehmerplätze für das olympische Basketballturnier in London sichern konnte. Ein Jahr nach dem Qualifikationsturnier war Venezuela erneut Ausrichter einer Endrunde bei der Amerikameisterschaft 2013, als man von Vásquez, aber mit dem naturalisierten Donta Smith nur wegen des schlechteren direkten Vergleichs die Medaillenrunde und damit die Qualifikation zur Endrunde der WM 2014 verpasste.
Nach dem zweiten Titelgewinn bei einer Südamerikameisterschaft 2014 führte der argentinische Trainer Néstor García die Auswahl ohne die Starspieler Vásquez und Smith in die Medaillenrunde der Amerikameisterschaft 2015. Hier bezwang man sehr überraschend und in den Schlusssekunden umstritten die bis auf eine Auftaktniederlage gegen Argentinien ungeschlagenen Kanadier und erreichte die direkte Qualifikation für das olympische Basketballturnier 2016. Nachdem Mexiko zwei Jahre zuvor in Venezuela erstmals den Titel gewonnen hatte, obsiegte der „Underdog“ aus Venezuela schließlich über die argentinische Auswahl im Finale und holte in Mexiko-Stadt erstmals den Titel bei einer Amerikameisterschaft.

## Abschneiden bei internationalen Wettbewerben

### Weltmeisterschaften
| - 1950 bis 1986 – nicht qualifiziert - 1990 – 11. Platz - 1994 – nicht qualifiziert - 1998 – nicht qualifiziert - 2002 – 14. Platz - 2006 – 21. Platz | - 2010 – nicht qualifiziert - 2019 – 14. Platz - 2023 – 30. Platz |

### Olympische Spiele
| - 1948 bis 1988 – nicht qualifiziert - 1992 – 11. Platz - 1996 bis 2012 – nicht qualifiziert - 2016 – 10. Platz |

### Amerikameisterschaften
| - 1980 – nicht qualifiziert - 1984 – nicht qualifiziert - 1988 – 7. Platz - 1989 – 4. Platz - 1992 – . Platz | - 1993 – 6. Platz - 1995 – 9. Platz - 1997 – 7. Platz - 1999 – 5. Platz - 2001 – 5. Platz | - 2003 – 5. Platz - 2005 – . Platz - 2007 – 8. Platz - 2009 – 9. Platz - 2011 – 5. Platz | - 2015 – . Platz - 2017 – 9. Platz - 2022 – 7. Platz |

### Panamerikanische Spiele
| - 1955 – 6. Platz - 1959 – nicht teilgenommen - 1963 – nicht teilgenommen - 1967 – nicht teilgenommen - 1971 – nicht teilgenommen | - 1975 – 8. Platz - 1979 – nicht teilgenommen - 1983 – 8. Platz - 1987 – 8. Platz - 1991 – 10. Platz | - 1995 – nicht teilgenommen bis 2011 – oder nicht qualifiziert - 2015 – 7. Platz - 2019 – 5. Platz |

### Südamerikanische Meisterschaften
| - 1930 – keine Teilnahmen - 1953 – verzeichnet - 1955 – Platzierung unbekannt - 1958 – nicht teilgenommen - 1960 – nicht teilgenommen - 1961 – 8. Platz | - 1963 – bis 1976 – nicht teilgenommen - 1977 – 4. Platz - 1979 – 5. Platz - 1981 – nicht teilgenommen - 1983 – 4. Platz | - 1985 – 4. Platz - 1987 – . Platz - 1989 – 4. Platz - 1991 – . Platz - 1993 – . Platz - 1995 – 4. Platz | - 1997 – . Platz - 1999 – . Platz - 2001 – . Platz - 2003 – 4. Platz - 2004 – . Platz - 2006 – 4. Platz | - 2008 – . Platz - 2010 – 4. Platz - 2012 – . Platz - 2014 – . Platz |

## Aktueller Kader
| Spieler | Spieler           | Spieler           | Spieler | Spieler | Spieler  | Spieler                   |
| Nr.     | Name              | Geburt            | Größe   | Info    | Einsätze | Verein                    |
| ------- | ----------------- | ----------------- | ------- | ------- | -------- | ------------------------- |
|         |                   | Guards (PG, SG)   |         |         |          |                           |
| 5       | Gregory Vargas    | 18.02.1986        | 182 cm  |         |          | Gladiadores de Anzoátegui |
| 8       | David Cubillán    | 27.07.1987        | 183 cm  |         |          | Guaiqueríes de Margarita  |
| 9       | Pedro Chourio     | 13.03.1990        | 186 cm  |         |          | Panteras de Miranda       |
| 19      | Heissler Guillent | 17.12.1986        | 183 cm  |         |          | Guaros de Lara            |
| 20      | Yohanner Sifontes | 19.08.1995        | 188 cm  |         |          | Spartans Distrito Capital |
|         |                   | Forwards (SF, PF) |         |         |          |                           |
| 6       | Garly Sojo        | 23.09.1999        | 195 cm  |         |          | Broncos de Caracas        |
| 7       | Jhornan Zamora    | 30.01.1989        | 196 cm  |         |          | Trotamundos de Carabobo   |
| 14      | Miguel Ruiz       | 20.12.1990        | 202 cm  |         |          | Panteras de Miranda       |
| 24      | Michael Carrera   | 07.01.1993        | 196 cm  |         |          | Movistar Estudiantes      |
| 35      | José Materan      | 17.08.1996        | 196 cm  |         |          | Gaiteros del Zulia        |
| 43      | Néstor Colmenares | 05.09.1987        | 203 cm  |         |          | Trotamundos de Carabobo   |
|         |                   | Center (C)        |         |         |          |                           |
| 15      | Windi Graterol    | 10.09.1986        | 205 cm  |         |          | Guaiqueríes de Margarita  |

| Trainer     | Trainer       | Trainer         |
| Nat.        | Name          | Position        |
| ----------- | ------------- | --------------- |
| Argentinien | Fernando Duró | Head Coach      |
| Argentinien | Pablo Favarel | Assistenz-Coach |

| Legende                | Legende            |
| Abk.                   | Bedeutung          |
| ---------------------- | ------------------ |
| (C)                    | Mannschaftskapitän |
| Quellen                |                    |
| Teamhomepage           |                    |
| Ligahomepage           |                    |
| Stand: 24. August 2023 |                    |

| Legende                | Legende            |
| Abk.                   | Bedeutung          |
| ---------------------- | ------------------ |
| (C)                    | Mannschaftskapitän |
| Quellen                |                    |
| Teamhomepage           |                    |
| Ligahomepage           |                    |
| Stand: 24. August 2023 |                    |

## Ehemalige Kader
| Nr. | Name              | Geburtsdatum    | Größe  | Position | Einsätze | Club                      |
| --- | ----------------- | --------------- | ------ | -------- | -------- | ------------------------- |
| 5   | Gregory Vargas    | 18.02.1986      | 182 cm | Guard    |          | Gladiadores de Anzoátegui |
| 8   | David Cubillán    | 27.07.1987      | 183 cm | Guard    |          | Guaiqueríes de Margarita  |
| 9   | Pedro Chourio     | 13.03.1990      | 186 cm | Guard    |          | Panteras de Miranda       |
| 19  | Heissler Guillent | 17.12.1986      | 183 cm | Guard    |          | Guaros de Lara            |
| 20  | Yohanner Sifontes | 19.08.1995      | 188 cm | Guard    |          | Spartans Distrito Capital |
| 6   | Garly Sojo        | 23.09.1999      | 195 cm | Forward  |          | Broncos de Caracas        |
| 7   | Jhornan Zamora    | 30.01.1989      | 196 cm | Forward  |          | Trotamundos de Carabobo   |
| 14  | Miguel Ruiz       | 20.12.1990      | 202 cm | Forward  |          | Panteras de Miranda       |
| 24  | Michael Carrera   | 07.01.1993      | 196 cm | Forward  |          | Movistar Estudiantes      |
| 35  | José Materan      | 17.08.1996      | 196 cm | Forward  |          | Gaiteros del Zulia        |
| 43  | Néstor Colmenares | 05.09.1987      | 203 cm | Forward  |          | Trotamundos de Carabobo   |
| 15  | Windi Graterol    | 10.09.1986      | 205 cm | Center   |          | Guaiqueríes de Margarita  |
|     | Fernando Duró     | Head Coach      |        |          |          |                           |
|     | Pablo Favarel     | Assistenz-Coach |        |          |          |                           |

| Nr. | Name              | Geburtsdatum    | Größe  | Position | Einsätze | Club                    |
| --- | ----------------- | --------------- | ------ | -------- | -------- | ----------------------- |
| 5   | Gregory Vargas    | 18.02.1986      | 182 cm | Guard    |          | SLUC Nancy Basket       |
| 8   | David Cubillán    | 27.07.1987      | 183 cm | Guard    |          | Trotamundos de Carabobo |
| 19  | Heissler Guillent | 17.12.1986      | 183 cm | Guard    |          | Guaros de Lara          |
| 2   | Dwight Lewis      | 07.10.1987      | 198 cm | Forward  |          | Trotamundos de Carabobo |
| 6   | John Cox          | 07.06.1981      | 196 cm | Forward  |          | Bucaneros de la Guaira  |
| 10  | José Vargas       | 23.01.1982      | 196 cm | Forward  |          | Marinos de Anzoátegui   |
| 14  | Miguel Ruiz       | 20.12.1990      | 202 cm | Forward  |          | Trotamundos de Carabobo |
| 23  | Anthony Pérez     | 29.09.1993      | 205 cm | Forward  |          | Ole Miss Rebels (NCAA)  |
| 43  | Néstor Colmenares | 05.09.1987      | 203 cm | Forward  |          | Guaros de Lara          |
| 0   | Gregory Echenique | 23.11.1990      | 206 cm | Center   |          | Guaros de Lara          |
| 4   | Miguel Marriaga   | 06.06.1984      | 206 cm | Center   |          | Marinos de Anzoategui   |
| 15  | Windi Graterol    | 10.09.1986      | 205 cm | Center   |          | Guaros de Lara          |
|     | Néstor García     | Head Coach      |        |          |          |                         |
|     | Nelson Solórzano  | Assistenz-Coach |        |          |          |                         |

### Weitere bekannte Spieler

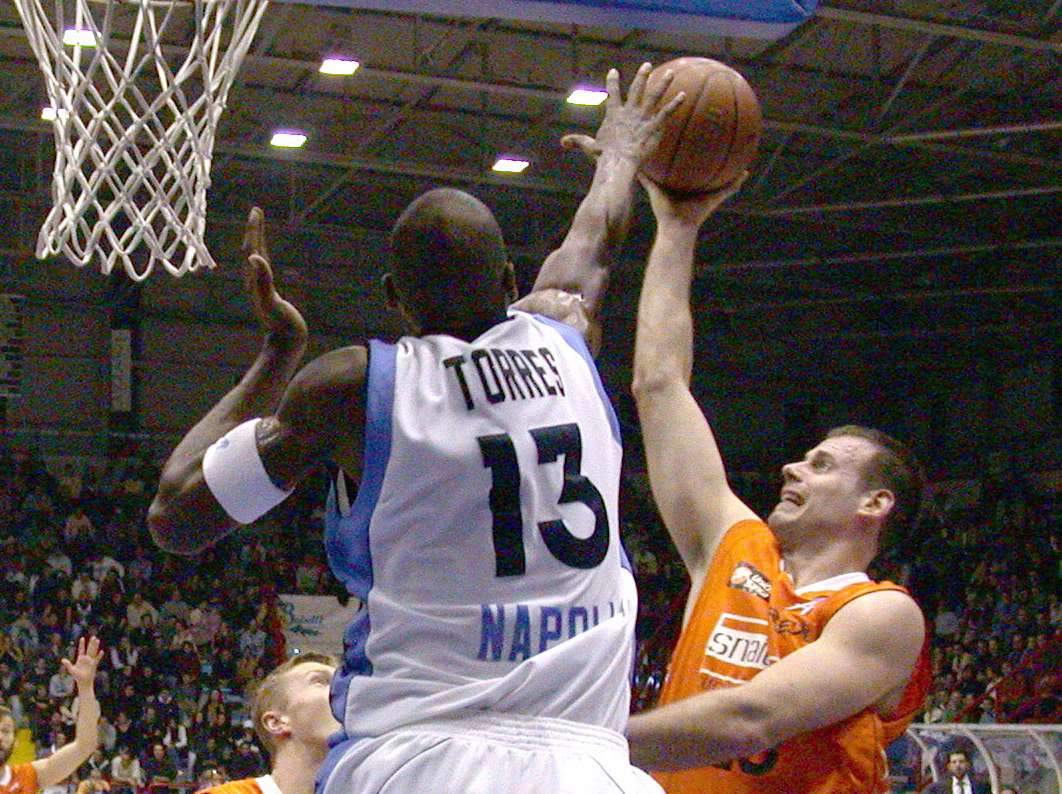
Oscar Torres beim „Shotblock“

- Óscar Torres (* 1976)
- Héctor Romero (* 1980)
- Donta Smith (* 1983)
- Luis Bethelmy (* 1986)
- Greivis Vásquez (* 1987)
- César García (* 1989)